# Moulin du Cat Sauvage
Le moulin du Cat Sauvage, sis au bord de la route reliant Ellezelles et Renaix (Belgique) au sommet (112 mètres) d’une colline, est un moulin à vent du XVIIIe siècle entièrement construit en bois. Rénové — mais pas remis en activité — il est une des attractions touristiques du Pays des Collines, exactement à la frontière des régions flamande et wallonne de Belgique. 

## Le «Cat Sauvage»
À l’origine le lieu-dit semble s’appeler ‘Tombelle’ ou ‘Camp del Rocq’. Mais dès la moitié du XVIIIe siècle, une première carte (Ferraris) mentionne le hameau du Cat Sauvage. Diverses hypothèses ont été proposées pour expliquer ce nom de ‘Cat sauvage’, y compris l’idée que les gaulois entraînaient des chats sauvages pour la chasse au petit bétail. L’explication la plus simple est sans doute la plus plausible : la région, encore fort boisée à l’époque, ne manquait pas de chats sauvages. L’un d’entre eux s’était fait une réputation et était craint par la population locale... 

## Origine et histoire
Le moulin est construit vers 1750 sur un terrain donné en bail à ferme par la princesse de Rohan-Soubise, comtesse de Marsan, à Dominique Van Lierde, au lieu-dit ‘Hameau du Cat sauvage’ (un hameau déjà mentionné sur la carte de Ferraris de 1771). Il est construit entièrement en bois, comme le veut l’usage de l’époque. Les travaux durent au moins un an.
La comtesse de Marsan vend le moulin en 1789. L’acquéreur en est le fils du constructeur : Jacques-François Van Lierde, qui en assume l’exploitation. Le moulin passe à la famille Lizon par mariage et héritage, Charles Lizon s’étant marié en 1791 avec la fille du propriétaire. Durant un siècle et demi l’exploitation de la ferme avec moulin du Cat Sauvage est assurée par la famille Lizon qui de génération en génération en garde la propriété. 
En 1935, grâce à Marcel Beckers qui en hérite, le moulin est rénové, modernisé et mécanisé : adjonction d’un moteur, installation d’un nettoyeur à soufflerie, couverture des ailes de plaques d’aluminium (pour en améliorer la voilure). Changement de propriétaire en 1939 et regain d’activité durant la Seconde Guerre mondiale.
La guerre terminée, avec la mécanisation complète de la transformation du blé en farine, les moulins à vent n’ont plus de raison d’être. Un moulin à vent n’est plus rentable. L’exploitation du moulin du Cat Sauvage s’arrête. Il se délabre rapidement. On songe à le démonter.

## Rachat et restauration
L’opinion publique s’en étant émue, une descendante de la famille Lizon récupère le moulin en 1956 en vue de le sauvegarder. L’office du tourisme du Hainaut l’achète en 1958. Une révision complète s’ensuit avec remise en état. Il est ensuite confié à un ancien meunier, Oswald Dutilleul (1913-1991). 
En 1960, le moulin est classé au patrimoine de Wallonie. La propriété passe à la commune d’Ellezelles qui assure son entretien et l’exploitation touristique. Le moulin est accessible tous les jours pour les groupes sur rendez-vous. Des journées portes ouvertes se déroulent durant les mois d'été.